# Tuberculatus pasaniae
Tuberculatus pasaniae är en insektsart som först beskrevs av Davidson 1915.  Tuberculatus pasaniae ingår i släktet Tuberculatus och familjen långrörsbladlöss. Inga underarter finns listade i Catalogue of Life.